# Kościół Świętej Rodziny w Gajcu
Kościół pw. Świętej Rodziny w Gajcu – rzymskokatolicki kościół filialny w Gajcu, w powiecie słubickim, w województwie lubuskim. Należy do parafii Najświętszego Serca Jezusowego w Rzepinie.

## Historia
Kamienny kościół został zbudowany około 1800. Obiekt został zniszczony w trakcie działań II wojny światowej, w 1945. Odbudowano go w 1988. W przeszłości od strony zachodniej dostawiona do niego była drewniana wieża dzwonnicza.